# Paltoga
Paltoga (în rusă Палтога) este un sat din regiunea Vologda, Rusia.
Satul a fost înființat pe 27 iunie 2001, în urma unirii satelor/cătunelor Akulovo, Aristovo, Vasiukovo, Kazakovo, Korobeinikovo, Kuznețovo, Paltogskii Perevoz, Ruhtinovo, Semeonovo, Suharevo, Tronino, Ugolșcina, Cebakovo și Iașkovo. De la fostul sat Kazakovo Paltoga a «moștenit» statutul de centru administrativ și codul OKATO.
Satul e amlsat lângă șoseaua Р 37. Distanța pe drum până la centrul raional Vîterga  este de 17 km. Cele mai apropiate localități sunt — Ejinî (6 km), Kiurșevo (4 km) și Novinka (6 km).
Conform recenăsmântului populației din Rusia din 2002, populația satului Paltoga este de 295 de locuitori (135 de bărbați, 160 de femei), dintre care 99 % sunt ruși.